# Private Hochschule

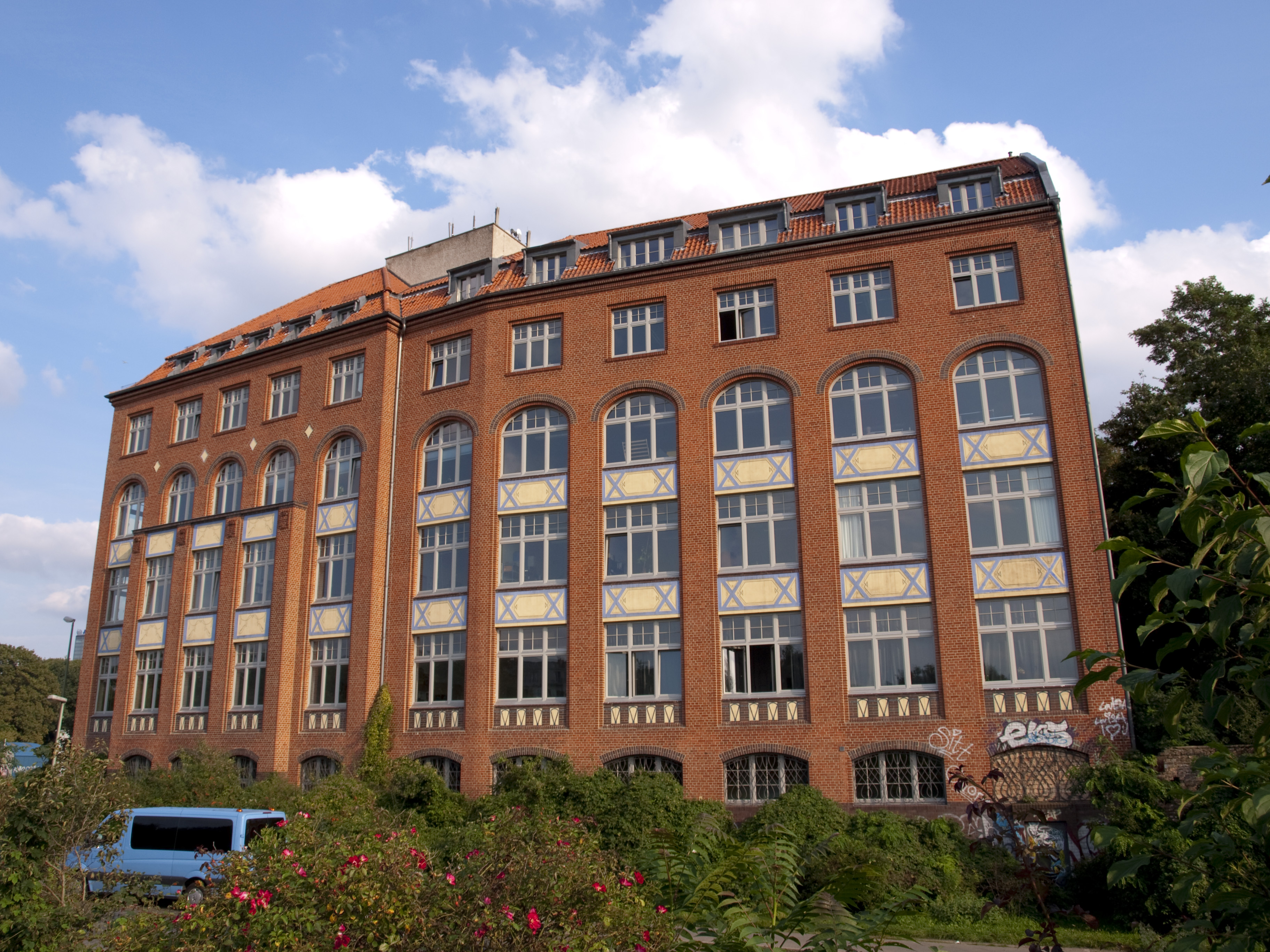
Sitz der privaten Hochschule CODE University of Applied Sciences in Berlin

In Deutschland ist eine private Hochschule eine Hochschule in privater Trägerschaft, die zur Vergabe akademischer Grade berechtigt ist. Zu den privaten Hochschulen zählen Privatuniversitäten, Fachhochschulen sowie Kunst- und Musikhochschulen. Nichtstaatliche Hochschulen in Trägerschaft einer Religionsgemeinschaft werden hingegen als kirchliche Hochschulen bezeichnet.

## Deutschland

### Staatliche Anerkennung
Die staatliche Anerkennung privater Hochschulen ist im Hochschulrahmengesetz (HRG) des Bundes (HRG §70) sowie in den Hochschulgesetzen der Länder geregelt, wobei die Länder über das Hochschulrahmengesetz hinausgehende Regelungen treffen können. 
Private wie auch staatliche Hochschulen durchlaufen mit ihren Studiengängen identische Qualitätssicherungsverfahren zur Programm- und Systemakkreditierung. 
Die Zuständigkeit für die institutionelle Akkreditierung der nichtstaatlichen Hochschulen liegt beim Wissenschaftsrat. Private Hochschulen werden durch den Wissenschaftsrat einer Konzeptprüfung unterzogen. Dabei werden unter anderem die personelle Ausstattung, die Leitungsstrukturen sowie die Ausstattung mit Laboren und Bibliotheken auf Hochschultauglichkeit geprüft.

### Bestand
Im Wintersemester 2019/2020 gab es in Deutschland 116 staatlich anerkannte Hochschulen in privater Trägerschaft, an denen 269.181 Studierende eingeschrieben waren.
Darunter befinden sich:
- 20 private Universitäten und gleichgestellte Hochschulen,
- 89 private (Fach-)Hochschulen ohne Promotionsrecht,
- 4 private Kunst- und Musikhochschulen sowie
- 3 Theologische Hochschulen

Private Hochschulen werden in den Rechtsformen GmbH, gGmbH, Verein (e. V.) Aktiengesellschaft (AG) oder als Stiftungshochschule geführt.

### Rahmenbedingungen
Private Hochschulen finanzieren sich zu 75 % aus Studienbeiträgen und zu 11 % aus wirtschaftlicher Tätigkeit. Dagegen sind für staatliche Hochschulen Trägermittel (73 %) und der Bezug von Drittmitteln (22 %) ausschlaggebend. Öffentliche Drittmittel spielen bei privaten Hochschulen fast keine Rolle.
Die Ausgaben der privaten Hochschulen beliefen sich 2013 auf 919 Mio. Euro (ohne Hochschulkliniken in Gießen und Marburg). Nach einzelnen Ausgabearten betrachtet stellen die
Personalausgaben mit 52 %, wie in den meisten Bildungseinrichtungen, die größte Ausgabenkategorie dar, gefolgt von den laufenden Sachausgaben (44 %) und den Investitionsausgaben (4 %). Die laufenden Ausgaben je Studierenden beliefen sich im Jahr 2013 bei den Hochschulen in privater Trägerschaft auf 5 690 Euro.
Die Ausgaben öffentlicher und privater Hochschulen lassen sich nicht unmittelbar vergleichen, weil gravierende Unterschiede im Aufgabenprogramm, in der Fächerstruktur, in der Finanzierung und der Ausgabenabgrenzung bestehen. Private Hochschulen konzentrieren sich vielfach auf weniger kostenintensive geistes- und sozialwissenschaftliche Fächer, sind grundsätzlich weniger forschungsintensiv.

## Entwicklung
In Deutschland war die 1980 gegründete AKAD Hochschule Rendsburg (jetzt AKAD Hochschule Pinneberg) die erste staatlich anerkannte private Fachhochschule. Zwei Jahre später folgte die 1982 gegründete Universität Witten/Herdecke als erste private, staatlich anerkannte Universität.
Der Anteil von Studenten an privaten Hochschulen lag im Jahr 2010 bei etwa 5 %, er wächst stetig und liegt mittlerweile bei ca. 10 %.
Am 14. Januar 2004 gründete sich in Heidelberg die Arbeitsgemeinschaft der privaten Hochschulen in Deutschland und im Mai desselben Jahres der Verband der Privaten Hochschulen, dem bisher über 80 Hochschulen beigetreten sind. Vorstandsvorsitzender ist seit 2022 ist Ottmar Schneck.

## Österreich
Als private Hochschulen sind in Österreich vorgesehen:
- Privathochschulen und Privatuniversitäten aufgrund des Privathochschulgesetzes,
- private Pädagogische Hochschulen aufgrund des Hochschulgesetzes 2005 und
- private Fachhochschulen aufgrund des Fachhochschulgesetzes.

## Luxemburg
In Luxemburg gibt es neben der staatlichen Universität Luxemburg einige staatlich anerkannte private Hochschulen. Sie bieten ihre Aus- und Weiterbildungsprogramme vornehmlich Berufstätigen an.
- Business Science Institute / European Institute for Knowledge & Value Management

Das Executive DBA (Doctorate in Business Administration) ist ein Promotionsprogramm, das gemeinsam vom Business Science Institute (BSI) und dem European Institute for Knowledge and Value Management (EIKV) in Kooperation mit der Universität Lyon und der Universität Sydney in Luxemburg angeboten wird. Es wendet sich ausschließlich an aktive Manager mit Führungserfahrung von mindestens fünf Jahren und einem MBA-Abschluss (oder gleichwertig).
- DTMD University for Digital Technologies in Medicine and Dentistry

Die DTMD University ist eine staatlich als „Institut de Formation Continue“ anerkannte private Hochschule luxemburgischen Rechts, die von einem privaten luxemburgischen Träger betrieben wird. Die DTMD bietet dezidierte postgraduale, berufsbegleitende Studiengänge für Ärzte, Zahnärzte und Zahntechniker sowie medizinisches Pflegepersonal in Kooperation mit dem Europäischen Kompetenzzentrum für Digitale Technologien im Gesundheitswesen, den Landeszahnärztekammern sowie renommierten europäischen Universitäten an.
- Sacred Heart University

Die SHU (Sacred Heart University Luxemburg) ist der europäische Zweig des Universitätscampus Fairfield, CT (USA). Das SHU Jack Welch College of Business bietet in Luxemburg seit 1991 Master-Programme an, die auf die Bedürfnisse berufstätiger Personen zugeschnitten sind.
- ISEC Hochschule der Wirtschaft

Das von der luxemburgischen Handels- und Handwerkskammer gegründete Institut Supérieur de l’Économie (ISEC) ist eine vom Ministerium für Hochschulwesen und Forschung anerkannte Hochschule. Ihre Bachelor- und Masterstudiengänge richten sich an berufstätige Personen in Luxemburg und der Großregion, die sich innerhalb ihres Unternehmens weiterentwickeln und ihre besonderen Kenntnisse durch einen Hochschulabschluss fundieren möchten.